# Bộ trưởng Bộ Giáo dục và Đào tạo (Việt Nam)
Bộ trưởng Bộ Giáo dục và Đào tạo Việt Nam là người đứng đầu Bộ Giáo dục và Đào tạo Việt Nam, thành viên của Chính phủ Việt Nam chịu trách nhiệm quản lý trong lĩnh vực giáo dục và đào tạo ở nước Cộng hòa Xã hội chủ nghĩa Việt Nam. Bộ trưởng Bộ Giáo dục và Đào tạo được Chủ tịch nước Cộng hòa Xã hội chủ nghĩa Việt Nam bổ nhiệm dựa trên đề cử của Thủ tướng Chính phủ nước Cộng hòa Xã hội chủ nghĩa Việt Nam. Bộ trưởng Bộ Giáo dục và Đào tạo Việt Nam hiện nay là ông Nguyễn Kim Sơn (nhậm chức từ ngày 8 tháng 4 năm 2021).

## Quyền hạn
Bộ trưởng có những có quyền hạn sau:
- Những công việc thuộc thẩm quyền được quy định trong Hiến pháp, Luật pháp và các nhiệm vụ được Chính phủ, Thủ tướng Chính phủ giao;
- Giải quyết theo thẩm quyền và chịu trách nhiệm về quyết định đến những vấn đề thuộc phạm vi trách nhiệm và thẩm quyền quản lý nhà nước;
- Trình Chính phủ, Thủ tướng Chính phủ giải quyết các công việc thuộc thẩm quyền của Chính phủ, Thủ tướng Chính phủ;
- Tham gia ý kiến với các Bộ, ngành, địa phương để giải quyết các vấn đề thuộc thẩm quyền của cơ quan đó, nhưng có liên quan đến chức năng, ngành, lĩnh vực thuộc Bộ Giáo dục và Đào tạo quản lý;
- Trực tiếp giải quyết một số việc đã giao cho Thứ trưởng;
- Bổ nhiệm, miễn nhiệm Hiệu trưởng, Phó Hiệu trưởng các trường Đại học trực thuộc Bộ Giáo dục và Đào tạo;
- Khi vắng mặt và nếu thấy cần thiết, Bộ trưởng ủy nhiệm một Thứ trưởng lãnh đạo công tác, giải quyết công việc của Bộ;

## Danh sách Bộ trưởng
| STT                                               | Bộ trưởng Bộ Giáo dục            | Bộ trưởng Bộ Giáo dục                     | Nhiệm kỳ                         | Nhiệm kỳ                         | Chức vụ                                                  | Ghi chú |
| STT                                               | Bộ trưởng Bộ Giáo dục            | Bộ trưởng Bộ Giáo dục                     | Bắt đầu                          | Kết thúc                         | Chức vụ                                                  | Ghi chú |
| Bộ Quốc gia Giáo dục (1945-1946)                  | Bộ Quốc gia Giáo dục (1945-1946) | Bộ Quốc gia Giáo dục (1945-1946)          | Bộ Quốc gia Giáo dục (1945-1946) | Bộ Quốc gia Giáo dục (1945-1946) | Bộ Quốc gia Giáo dục (1945-1946)                         | Bộ Quốc gia Giáo dục (1945-1946)                                                                                           |
| ------------------------------------------------- | -------------------------------- | ----------------------------------------- | -------------------------------- | -------------------------------- | -------------------------------------------------------- | --- |
| 1                                                 |                                  | Vũ Đình Hoè (1912-2011)                   | 28 tháng 8 năm 1945              | 2 tháng 3 năm 1946               | Bộ trưởng Bộ Quốc gia Giáo dục                           | Bộ trưởng Bộ Quốc gia Giáo dục (nay là Bộ Giáo dục và Đào tạo) trong Chính phủ đầu tiên của nước Việt Nam Dân chủ Cộng hòa |
| Bộ Giáo dục (1946-1990)                           |                                  |                                           |                                  |                                  |                                                          | |
| 1                                                 |                                  | GS. Đặng Thai Mai (1902-1984)             | 2 tháng 3 năm 1946               | 3 tháng 11 năm 1946              | Bộ trưởng Bộ Giáo dục                                    | |
| -                                                 |                                  | GS. Ca Văn Thỉnh (1902-1987)              | 3 tháng 11 năm 1946              | 3 tháng 11 năm 1946              | Quyền Bộ trưởng Bộ Giáo dục                              | |
| 2                                                 |                                  | GS. Tiến sĩ Nguyễn Văn Huyên (1905-1975)  | 3 tháng 11 năm 1946              | 19 tháng 10 năm 1975             | Bộ trưởng Bộ Giáo dục                                    | Qua đời khi tại nhiệm |
| 3                                                 |                                  | Nguyễn Thị Bình (sinh 1927)               | 3 tháng 7 năm 1976               | 16 tháng 2 năm 1987              | Bộ trưởng Bộ Giáo dục                                    | Nữ Bộ trưởng Bộ Giáo dục và Đào tạo đầu tiên                                                                               |
| 4                                                 |                                  | GS. Viện sĩ Phạm Minh Hạc (sinh 1935)     | 16 tháng 2 năm 1987              | 1 tháng 3 năm 1990               | Bộ trưởng Bộ Giáo dục                                    | |
| Bộ Đại học và Trung học chuyên nghiệp (1965-1990) |                                  |                                           |                                  |                                  |                                                          | |
| 1                                                 |                                  | GS. Tiến sĩ Tạ Quang Bửu (1910-1986)      | 1 tháng 10 năm 1965              | 3 tháng 7 năm 1976               | Bộ trưởng Bộ Đại học và Trung học chuyên nghiệp          | |
| 2                                                 |                                  | GS. Tiến sĩ Nguyễn Đình Tứ (1932-1996)    | 3 tháng 7 năm 1976               | 26 tháng 2 năm 1987              | Bộ trưởng Bộ Đại học và Trung học chuyên nghiệp          | |
| 3                                                 |                                  | GS. Tiến sĩ Trần Hồng Quân (1937-2023)    | 26 tháng 2 năm 1987              | 1 tháng 3 năm 1990               | Bộ trưởng Bộ Đại học và Trung học chuyên nghiệp          | |
| Bộ trưởng Bộ Giáo dục và Đào tạo (1990-nay)       |                                  |                                           |                                  |                                  |                                                          | |
| 1                                                 |                                  | GS. Tiến sĩ Trần Hồng Quân (1937-2023)    | 1 tháng 3 năm 1990               | 29 tháng 9 năm 1997              | Bộ trưởng Bộ Giáo dục và Đào tạo                         | Nguyên hiệu trưởng Trường Đại học Bách Khoa, Đại học Quốc gia TP. HCM                                                      |
| 2                                                 |                                  | GS. Tiến sĩ Nguyễn Minh Hiển (sinh 1948)  | 29 tháng 9 năm 1997              | 28 tháng 6 năm 2006              | Ủy viên Trung ương Đảng Bộ trưởng Bộ Giáo dục và Đào tạo | Nguyên hiệu trưởng Trường Đại học Bách khoa Hà Nội                                                                         |
| 3                                                 |                                  | GS. Tiến sĩ Nguyễn Thiện Nhân (sinh 1953) | 28 tháng 6 năm 2006              | 17 tháng 6 năm 2010              | Ủy viên Trung ương Đảng Bộ trưởng Bộ Giáo dục và Đào tạo | Nguyên phó hiệu trưởng Trường Đại học Bách Khoa, Đại học Quốc gia TP. HCM                                                  |
| 4                                                 |                                  | GS. Tiến sĩ Phạm Vũ Luận (sinh 1955)      | 17 tháng 6 năm 2010              | 8 tháng 4 năm 2016               | Ủy viên Trung ương Đảng Bộ trưởng Bộ Giáo dục và Đào tạo | Nguyên hiệu trưởng Trường Đại học Thương mại                                                                               |
| 5                                                 |                                  | GS. Tiến sĩ Phùng Xuân Nhạ (sinh 1963)    | 9 tháng 4 năm 2016               | 7 tháng 4 năm 2021               | Ủy viên Trung ương Đảng Bộ trưởng Bộ Giáo dục và Đào tạo | Nguyên giám đốc Đại học Quốc gia Hà Nội                                                                                    |
| 6                                                 |                                  | PGS. Tiến sĩ Nguyễn Kim Sơn (sinh 1966)   | 8 tháng 4 năm 2021               | đương nhiệm                      | Ủy viên Trung ương Đảng Bộ trưởng Bộ Giáo dục và Đào tạo | Nguyên giám đốc Đại học Quốc gia Hà Nội                                                                                    |